# Steve Mounié
Steve Mounié (Parakou, 29 de setembro de 1994) é um futebolista profissional beninense que atua como atacante.

## Carreira
Steve Mounié começou a carreira no Montpellier.